# Listă de oameni de afaceri ucraineni
Aceasta este o listă de oameni de afaceri ucraineni:
- Rinat Ahmetov

- Dmitri Firtaș

- Igor Kolomoiski

- Petro Poroșenko